# Dasabuvir
Dasabuvir, được bán dưới tên thương mại là Exviera, là một loại thuốc kháng virus để điều trị bệnh viêm gan C. Chúng thường được sử dụng phối hợp cùng với các thuốc như ombitasvir/paritaprevir/ritonavir, đặc biệt khi để trị loại virus viêm gan C (HCV) 1. Ribavirin cũng có thể được sử dụng kết hợp thêm. Những công thức phối hợp chữa khỏi bệnh ở hơn 90% người. Chúng được uống hai lần một ngày trong vòng từ 12 đến 24 tuần.
Các tác dụng phụ thường gặp bao gồm khó ngủ, buồn nôn, ngứa và cảm thấy mệt mỏi. Thuốc không được khuyến cáo ở những người bị suy gan nhưng có thể sử dụng ổn ở những người bị bệnh thận. Mặc dù không có bằng chứng về tác hại nếu sử dụng thuốc khi đang mang thai, nhưng điều này vẫn chưa được nghiên cứu kỹ. Chúng cũng không nên được sử dụng với thuốc tránh thai có chứa ethinylestradiol Dasabuvir nằm trong nhóm thuốc ức chế polymerase HCV NS5B.
Dasabuvir đã được phê duyệt để sử dụng y tế vào năm 2014. Nó nằm trong danh sách các thuốc thiết yếu của Tổ chức Y tế Thế giới, tức là nhóm các loại thuốc hiệu quả và an toàn nhất cần thiết trong một hệ thống y tế. Tại Hoa Kỳ, Cục Quản lý Thực phẩm và Dược phẩm chỉ chấp thuận khi thuốc được sử dụng kết hợp với ombitasvir/paritaprevir/ ritonavir. Tại Hoa Kỳ, sự kết hợp này được bán dưới dạng Viekira Pak, chi phí điều trị là 83.319 USD trong 12 tuần và 166.638 USD trong 24 tuần. Tính đến năm 2015 khả năng để những loại thuốc này có mặt ở nhiều nơi trên thế giới là rất thấp.